# One Shot Deal
One Shot Deal è un album dal vivo del cantautore e musicista Frank Zappa, pubblicato postumo nel 2008.

## Tracce
Tutte le tracce sono di Frank Zappa tranne dove indicato.
1. Bathtub Man (George Duke, Napoleon Murphy Brock, Zappa) – 5:43
2. Space Boogers – 1:24
3. Hermitage – 2:00
4. Trudgin' Across the Tundra – 4:01
5. Occam's Razor – 9:11
6. Heidelberg – 4:46
7. The Illinois Enema Bandit – 9:27
8. Australian Yellow Snow – 12:26
9. Rollo – 2:57